# جوناثان إسترادا (لاعب كرة قدم مكسيكي)
جوناثان إسترادا (بالإسبانية: Jonathan Estrada Barajas)‏ هو لاعب كرة قدم مكسيكي في مركز حراسة المرمى، ولد في 16 مارس 1998 في غوادالاخارا في المكسيك. لعب مع نادي أطلس.

## وصلات خارجية
- جوناثان إسترادا على موقع قاعدة بيانات كرة القدم.إي يو (الإنجليزية)
- جوناثان إسترادا على موقع Soccerway.com (الإنجليزية)